# Siemianowice Śląskie
Siemianowice Śląskie [ɕɛmʲanɔˈvʲit ͡sɛ ˈɕlɔ̃skʲɛ] ist eine Industriestadt im Süden Polens in der Woiwodschaft Schlesien. Die kreisfreie Stadt liegt etwa sechs Kilometer nördlich von Katowice im Oberschlesischen Industriegebiet. Die Stadt entstand 1927 durch den Zusammenschluss der bis dahin selbstständigen Gemeinden Siemianowice (deutsch: Siemianowitz) sowie Huta Laura (Laurahütte) und erhielt 1932 das Stadtrecht.

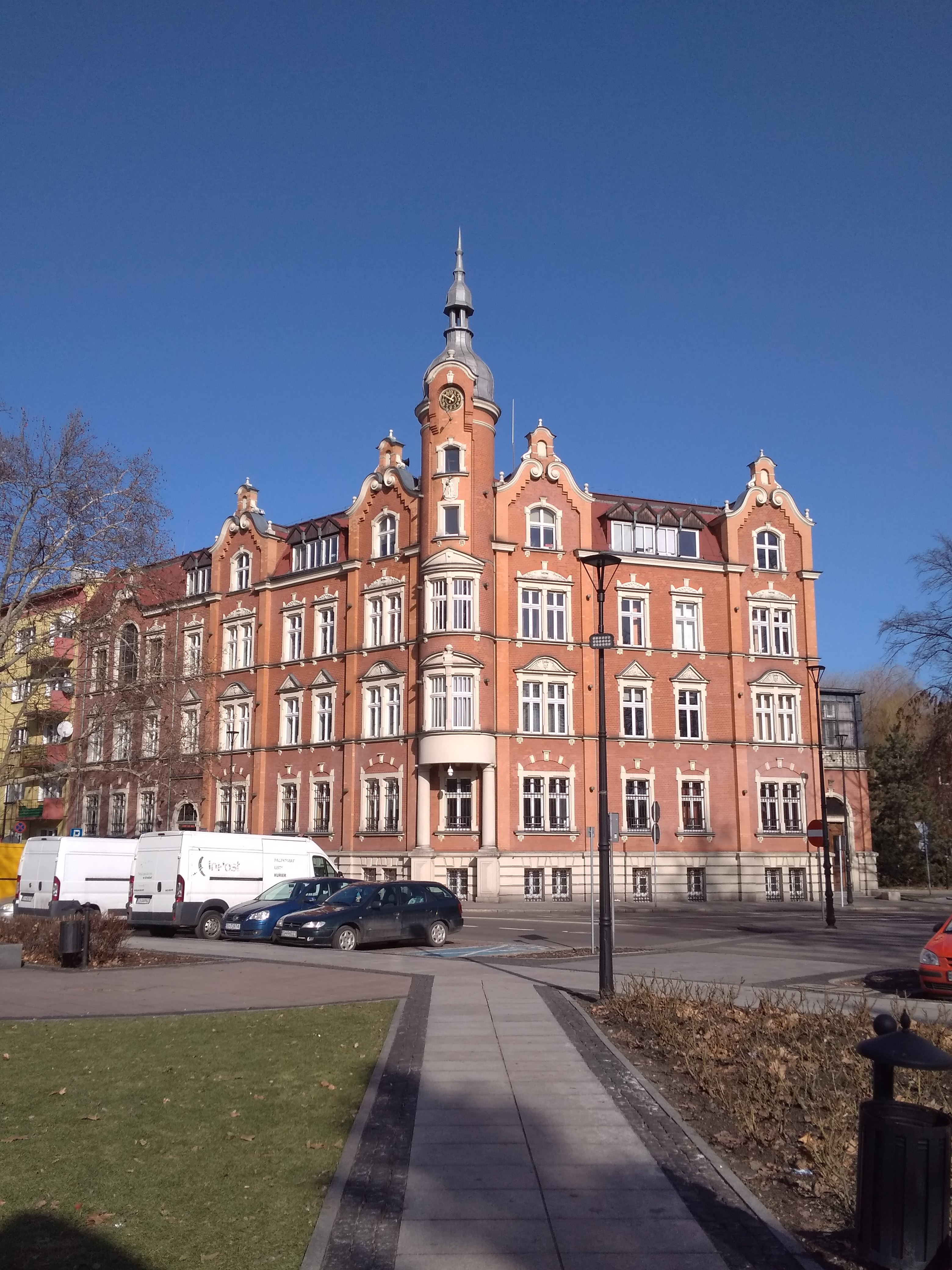
Rathaus

## Geschichte

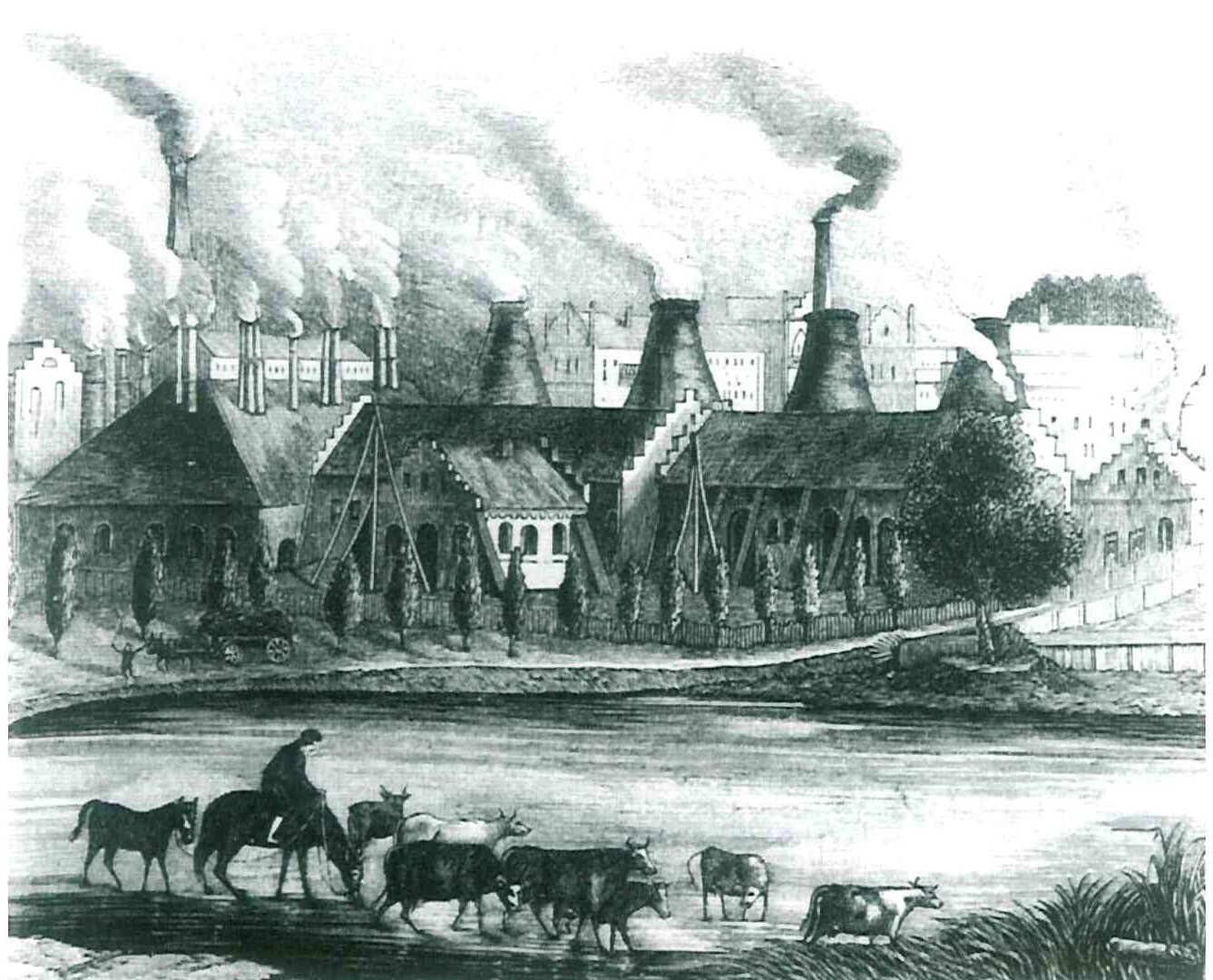
Laurahütte um 1840

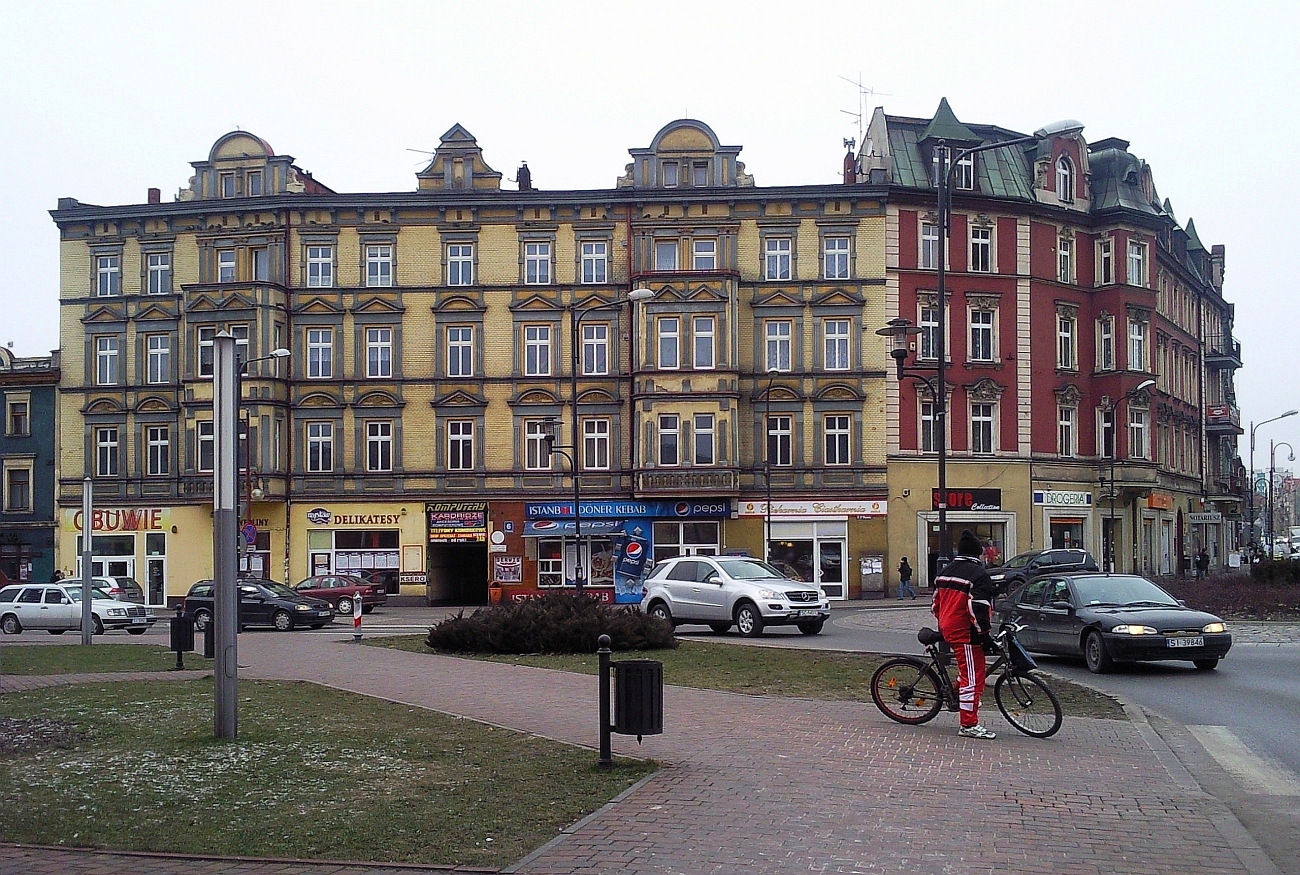
Zentrum des ehemaligen Laurahütte

Ursprünglich war Siemianowitz ein Fischerdorf an der Brynica, worauf noch heute das Stadtwappen hinweist, das erstmals 1789 verwendet wurde. Erstmals urkundlich erwähnt wurde die Ortschaft Seymanovicze im Jahre 1451. Zu großer Bedeutung gelangte dieses Dorf erst viel später und blieb lange im Schatten des heutigen Stadtteils Michalkowitz, zumal Siemianowitz kirchlich der dortigen Pfarrkirche angehörte.
Im 19. Jahrhundert erlebte die Region einen rasanten Wandel durch die Montanindustrie. Es entstanden zahlreiche Steinkohlebergwerke und metallverarbeitende Unternehmen. 1836 wurde wenige Kilometer südlich von Siemianowitz das von Hugo Henckel von Donnersmarck und den Gebrüdern Oppenfeld gemeinschaftlich gegründete Eisenwerk Laurahütte in Betrieb genommen, um das eine gleichnamige Siedlung entstand. Das Werk ging 1871 in der Aktiengesellschaft Vereinigte Königs- und Laurahütte auf. Das alte Dorf Siemianowitz und der neue Industrieort Laurahütte nahmen ein rasches Wachstum und bildeten um das wirtschaftliche Rückgrat der stahlerzeugenden Laurahütte sowie der Steinkohlebergwerke Richter und Laurahütte bald ein zusammenhängendes Geflecht von Industriebetrieben und Arbeitersiedlungen. Kommunal waren die beiden Orte jedoch eigenständig und gehörten ab 1873 zum preußischen Landkreis Kattowitz. Auf dem ehemaligen Jahrmarktsgelände baute sich die Gemeinde Siemianowitz 1904 ein stattliches Rathaus, die Bebauung des neuen Marktplatzes blieb jedoch unvollendet. Das Rathaus der Gemeinde Laurahütte wurde bereits 1897 in deutlich zurückhalterenden Formen realisiert.
1910 zählte die Gemeinde Siemianowitz 18.336, der Gutsbezirk Siemianowitz 1.293 Einwohner. In der Gemeinde Laurahütte lebten 16.120 Menschen.
Obwohl bei der Volksabstimmung in Oberschlesien am 20. März 1921 in Siemianowitz 56,3 % und in Laurahütte 66,7 % für den Verbleib bei Deutschland gestimmt hatten, fielen die Orte an Polen und wurden in Siemianowice, bzw. Huta Laura umbenannt. Noch zuvor hatte die preußische Regierung im Mai 1922 die Zusammenlegung zur neuen Gemeinde Laurahütte-Siemianowitz beschlossen die 1927 in Siemianowice Śląskie umbenannt wurde und 1932 das Stadtrecht erhielt. Nach dem Überfall auf Polen wurde die Stadt für die Zeit des Zweiten Weltkriegs völkerrechtswidrig annektiert und erhielt für diese Zeit den Namen des Stadtteils Laurahütte.
Am 10. Mai 2024 kam es auf einer rechtswidrigen Mülldeponie zu einem Brand, der durch abgelagerte undichte Chemikalienfässer genährt wurde und das gesamte Gelände von 5000 m² erfasste.

## Stadtgliederung
Siemianowice Śląskie gliedert sich in folgende Stadtteile:

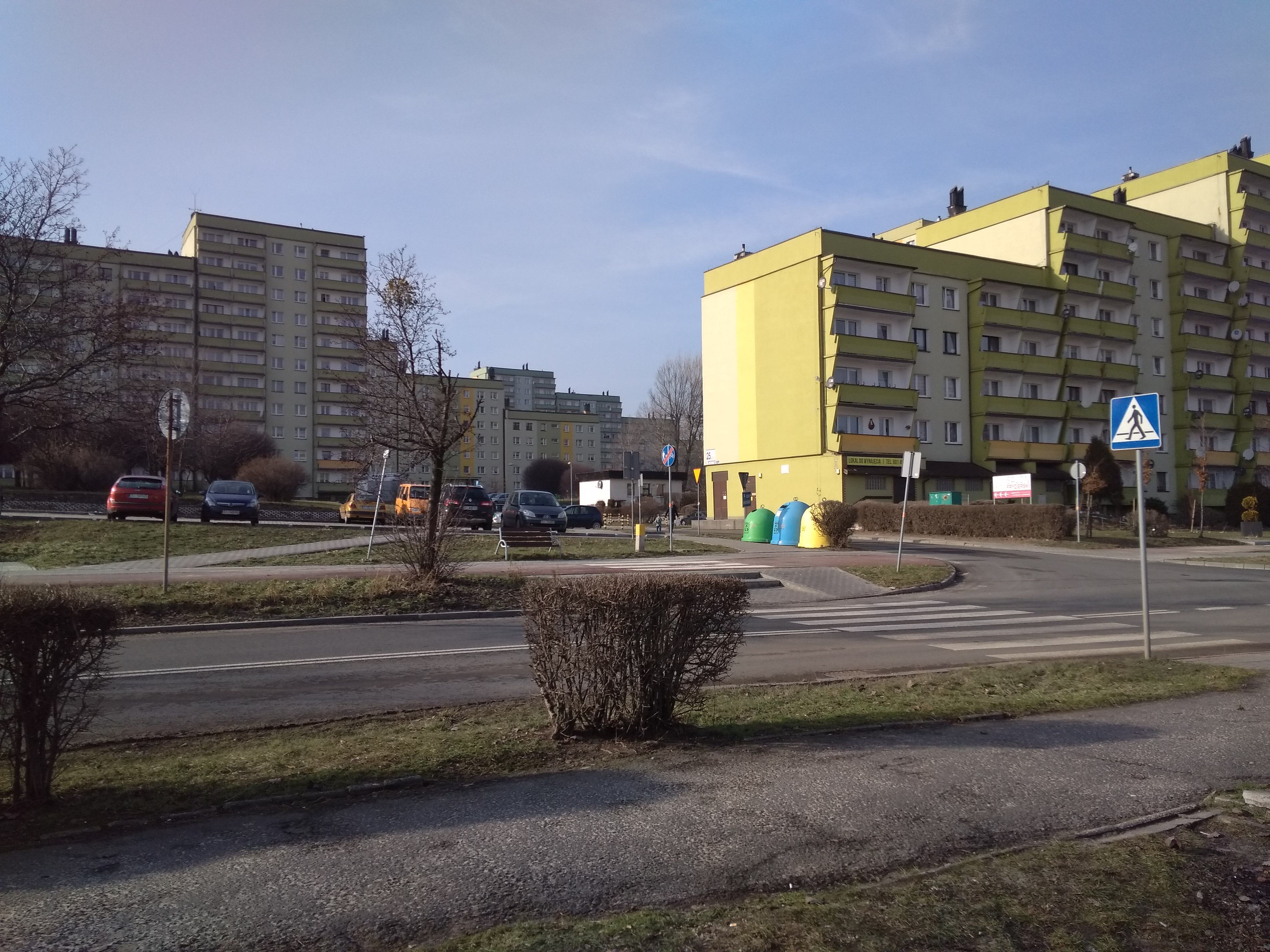
Wohnsiedlung Węzłowiec in Bytków

| Stadtteil                   | Fläche (km²) |
| --------------------------- | ------------ |
| Centrum                     | 11,98        |
| Michałkowice (Michalkowitz) | 05,46        |
| Bytków (Bittkow)            | 02,30        |
| Bańgów (Baingow)            | 02,96        |
| Przełajka (Przelaika)       | 02,70        |

## Politik

### Stadtpräsident
An der Spitze der Stadtverwaltung steht der Stadtpräsident. Seit 2014 ist dies Rafał Piech, der mit seinem eigenen Wahlkomitee antritt, aber seit 2023 Vorsitzender der neugegründeten europaskeptischen Polska Jest Jedna ist. Die turnusmäßige Wahl im April 2024 führte zu folgenden Ergebnis:
- Rafał Piech (Wahlkomitee „Lokale Verwaltung Rafał Piech“) 28,0 % der Stimmen
- Anna Zasada-Chorab (Koalicja Obywatelska) 25,5 % der Stimmen
- Adam Cebulla (Wahlkomitee „Neues Siemianowice – Adam Cebulla“) 18,2 % der Stimmen
- Danuta Sobczyk (Prawo i Sprawiedliwość) 8,3 % der Stimmen
- Jan Wieczorek (Wahlkomitee „Jan Wieczorek – Siemce360 Siemianowice – Gemeinschaft der Bürgerinitiativen“) 7,8 % der Stimmen
- Marcin Janota (Wahlkomitee Siemianowice Śląskie) 6,0 % der Stimmen
- Karina Siwiec-Magielnicka (Wahlkomitee „Siemianowicer Initiative – Małgorzata Gościniak / Karina Siwiec-Magielnicka“) 3,6 % der Stimmen
- Übrige 2,6 % der Stimmen

In der damit notwendigen Stichwahl setzte sich Piech mit 52,9 % der Stimmen gegen die KO-Kandidatin Zasada-Chorab durch und wurde für eine weitere Amtszeit wiedergewählt.
Die turnusmäßige Wahl im Oktober 2018 führte zu folgenden Ergebnis:
- Rafał Piech (Wahlkomitee Rafał Piech) 83,6 % der Stimmen
- Karina Siwiec-Magielnicka (Koalicja Obywatelska) 8,8 % der Stimmen
- Łukasz Hucz (Kukiz’15) 4,0 % der Stimmen
- Jakub Nowak (Sojusz Lewicy Demokratycznej / Lewica Razem) 3,7 % der Stimmen

Damit wurde Piech bereits im ersten Wahlgang für eine weitere Amtszeit wiedergewählt.

### Stadtrat
Der Stadtrat umfasst 23 Mitglieder, die direkt gewählt werden. Die Wahl im April 2024 führte zu folgendem Ergebnis:
- Koalicja Obywatelska (KO) 26,5 % der Stimmen, 8 Sitze
- Wahlkomitee Siemianowice Śląskie 16,6 % der Stimmen, 5 Sitze
- Wahlkomitee „Lokale Verwaltung Rafał Piech“ 15,1 % der Stimmen, 4 Sitze
- Prawo i Sprawiedliwość (PiS) 14,6 % der Stimmen, 4 Sitze
- Wahlkomitee „Neues Siemianowice – Adam Cebulla“ 11,8 % der Stimmen, 2 Sitze
- Wahlkomitee „Jan Wieczorek – Siemce360 Siemianowice – Gemeinschaft der Bürgerinitiativen“ 7,5 % der Stimmen, kein Sitz
- Wahlkomitee „Siemianowicer Initiative – Małgorzata Gościniak / Karina Siwiec-Magielnicka“ 6,2 % der Stimmen, kein Sitz
- Übrige 1,6 % der Stimmen, kein Sitz

Die Wahl im Oktober 2018 führte zu folgendem Ergebnis:
- Wahlkomitee Rafał Piech 32,4 % der Stimmen, 10 Sitze
- Koalicja Obywatelska (KO) 17,1 % der Stimmen, 4 Sitze
- Prawo i Sprawiedliwość (PiS) 15,7 % der Stimmen, 4 Sitze
- Wahlkomitee „Lokale Verwaltung 2018“ 12,0 % der Stimmen, 3 Sitze
- Sojusz Lewicy Demokratycznej (SLD) / Lewica Razem (Razem) 10,1 % der Stimmen, 1 Sitz
- Wahlkomitee „Siemianowice zusammen für Anna Zasada-Chorab“ 8,4 % der Stimmen, 1 Sitz
- Kukiz’15 4,3 % der Stimmen, kein Sitz

### Städtepartnerschaften
Siemianowice Śląskie unterhält Partnerschaften mit folgenden Städten:
- Köthen (Anhalt) seit 1993
- Wattrelos (Frankreich) seit 1993
- Jablunkov (Tschechien) seit 1998
- Mohács (Ungarn) seit 1999
- Câmpia Turzii (Rumänien) seit 2001

## Bauwerke
- Schloss der Familie Henckel von Donnersmarck mit barocken, klassizistischen und neugotischen Teilen
- Das Rathaus wurde 1904 nach einem Entwurf des Architekten Johannes Seiffert als Backsteinbau in neobarocken Formen errichtet. 1923–1925 erfolgte ein Ausbau des Gebäudes, bei dem der Sitzungssaal entstand.
- Die katholische Pfarrkirche Heiligkreuz ist ein neugotischer Backsteinbau von 1884 nach Plänen von Paul Jackisch. Als Stiftung Hugo II. Henckel von Donnersmarcks wurde die Kirche reich ausgestattet.
- Die evangelische Lutherkirche wird seit 2000 wieder von der Evangelischen Kirche Augsburger Bekenntnisses genutzt, nachdem sie nach dem Zweiten Weltkrieg an die Katholiken übertragen worden war. Der neugotische Entwurf stammt von Franz Posern aus Pless und wurde 1893–1895 aus Backstein errichtet.
- Fernsehturm Bytków

## Gedenkstätten
Bei Laurahütte hat der Volksbund Deutsche Kriegsgräberfürsorge eine Kriegsgräberstätte mit 31.000 deutschen Kriegstoten angelegt (Zahl von 2011).

## Verkehr
Im ÖPNV besteht eine Anbindung an das Netz der Oberschlesischen Straßenbahn.
Der Bahnhof Siemianowice Śląskie liegt an der nur noch im Güterverkehr betriebenen Bahnstrecke Katowice Szopienice Północne–Chorzów Stary.

## Söhne und Töchter der Stadt
Nach Geburtsjahr geordnet
- Hugo Henckel von Donnersmarck (1811–1890), deutscher Industrieller und Gründer der Laurahütte 1836
- Lazarus IV. Henckel von Donnersmarck (1835–1914), deutscher Adliger und Politiker
- Emil Naglo (1845–1908), deutscher Unternehmer (Elektrotechnik)
- Hugo III. Henckel von Donnersmarck (1857–1923), deutscher Industrieller und Jurist
- Alexander Skowronski (1863–1934), römisch-katholischer Priester und Politiker
- Hubert Schmidt (1864–1933), deutscher Prähistoriker, Kustos und Hochschullehrer in Berlin
- Walter Reichel (1867–1937), deutscher Ingenieur und Hochschullehrer, (Elektrotechnik, Elektrische Bahnen)
- Ernst Steinitz (1871–1928), deutscher Mathematiker
- Wojciech Korfanty (1873–1939), Journalist, Mitglied des deutschen Reichstages, polnischer Ministerpräsident
- Max Brahn (1873–1944), deutsch-jüdischer Psychologe
- Anton Krzikalla (1887–1944), Politiker, NS-Opfer
- Otto Fitzner (1888–1946), Industriejurist
- Otto Josef Schlein (1895–1944), deutsch-jüdischer Arzt und Kommunist
- Michael Jary (1906–1988), deutscher Komponist
- Jan Szydlak (1925–1997), Politiker
- Rudolf Fiebich (1932–2016), deutscher Lehrer im Hochschuldienst
- Werner Goebel (* 1939), deutscher Mikrobiologe und Hochschullehrer
- Witold Ziaja (* 1940), polnischer Feldhockeyspieler
- Zygmunt Maszczyk (* 1945), polnischer Fußballspieler
- Józef Skrzek (* 1948), polnischer Musiker
- Barbara Blida (1949–2007), polnische Politikerin
- Bronisław Korfanty (* 1952), polnischer Senator
- Peter Friese (* 1952), deutscher Kunsthistoriker, Hauptkurator und Leiter der Weserburg, Bremen
- Jan Skrzek (1953–2015)[10], polnischer Musiker
- Antymos Apostolis (* 1954), griechischstämmiger polnischer Musiker
- Henryk Średnicki (1955–2016), polnischer Boxer
- Henryk Tomanek (* 1955), polnischer Ringer
- Andrzej Iwanecki (* 1960), polnischer Geistlicher, römisch-katholischer Weihbischof in Gleiwitz
- Roman Kierpacz (* 1961), polnischer Ringer
- Beata Schimscheiner (* 1966), Schauspielerin
- Kajetan Duszyński (* 1995), polnischer Sprinter